# Libnotes (Libnotes) igorota
Libnotes (Libnotes) igorota is een tweevleugelige uit de familie steltmuggen (Limoniidae). De soort komt voor in het Oriëntaals gebied.